# 朗县站
朗县站是一個位於中國西藏自治區林芝市朗县朗镇的铁路车站。2021年6月25日随拉林铁路的正式开通运营投入使用。车站站房面积2000平方米，外立面设计以“冰雪山川，光明圣地”为意向；站场设4条到发线。